# Grote hazenlipvleermuis
De grote hazenlipvleermuis of grote visservleermuis (Noctilio leporinus) is een Latijns-Amerikaanse vleermuissoort, die voornamelijk van vissen leeft. Het is een van de twee nog levende soorten hazenlipvleermuizen. De andere soort is de kleine hazenlipvleermuis (Noctilio albiventris). De wetenschappelijke naam van de soort werd in 1758 als Vespertilio leporinus door Carl Linnaeus gepubliceerd.

## Kenmerken
De grote hazenlipvleermuis heeft lange aanhangsels aan zijn neus, een hangende bovenlip en een geribbelde kin, als een buldog. De achterpoten en klauwen zijn sterk en lang om de prooidieren uit het water te kunnen grijpen. Hij heeft een korte, fluwelen, waterdichte vacht, die oranje, gelig bruin of grijs van kleur is, met een lichte streep over de rug. De grote hazenlipvleermuis heeft een spanwijdte van 28 tot 45 centimeter. Hij is 9,8 tot 13,2 centimeter lang en 35 tot 90 gram zwaar. De staart is 1 tot 2,5 centimeter lang.

## Verspreiding
De grote hazenlipvleermuis leeft in tropische en subtropische bossen nabij wateren (moerassen, rivieren, meren, estuaria, lagunes) en in mangroven, van Mexico zuidwaarts tot Argentinië. De soort komt tevens voor op de Antillen en op Trinidad. Overdag schuilt deze soort in een holle boom, een rotsspleet of een grot, zowel landinwaarts als langs de zeekust. Uit de roestplaats van een hazenlipvleermuis komt meestal een sterke visgeur.

## Leefwijze
Rond zonsondergang wordt de soort actief. Hij jaagt boven het oppervlak van stilstaande wateren of langs de oever. De vleermuis spoort zijn prooi op door met echolocatie onregelmatigheden in de rimpels in het wateroppervlak te ontdekken, of door op goed geluk in het water te graaien op een plek waar hij vaker succes heeft gehad. De grote hazenlipvleermuis maakt een duikvlucht, waarna hij met de sterke, gekromde klauwen vissen (tot acht centimeter lang), schaaldieren als krabben en garnalen, grote waterinsecten en andere kleine waterdieren van het wateroppervlak grijpt. Hij draagt de prooi in wangzakken. De grote hazenlipvleermuis vangt ook ongewervelde dieren als schorpioenen op de grond en insecten in de lucht. Deze worden eveneens met de achterpoten gevangen.

## Voortplanting
De paartijd vindt plaats in november en december. Na een draagtijd van ongeveer zestien weken wordt één jong geboren.
De natuurlijke vijanden van de grote hazenlipvleermuis zijn onder andere uilen, die het dier in de lucht grijpen, en slangen, die zijn roestplek binnendringt.

## Bijgeloof
Sommige Indianenstammen vrezen deze vleermuissoort, omdat ze menen dat het een vliegend roofdier is.